# Agronegócio no Brasil
O agronegócio no Brasil, também conhecido abreviadamente como "agro", refere-se a um conjunto integrado de atividades econômicas agropecuárias e todos os serviços, técnicas e equipamentos a ela relacionados, direta ou indiretamente, envolvendo a produção e distribuição de suprimentos e insumos, produção direta nas unidades agrícolas, processamento, acondicionamento, armazenamento e distribuição dos produtos agrícolas e outros produzidos a partir deles, e operações comerciais e financeiras. Estão incluídas no conceito a agricultura, a pecuária, o reflorestamento e a aquacultura.
É considerado o principal setor da economia brasileira, tendo representado, em 2019, 21,4% do PIB do país, segundo o Sistema CNA (Confederação da Agricultura e Pecuária do Brasil), que ainda explica que "o Brasil será o grande fornecedor de alimentos do futuro".
Embora o agronegócio desempenhe um papel fundamental na economia brasileira e posicione o país entre os maiores produtores de grãos e carne do mundo, sua expansão também apresenta desafios ambientais e sociais significativos. Paralelamente, o Brasil enfrenta o paradoxo de, apesar de sua robusta produção agrícola, ainda registrar insegurança alimentar. No entanto, de acordo com o Relatório das Nações Unidas sobre o Estado da Insegurança Alimentar Mundial (SOFI 2024), o país tem avançado significativamente nessa área. Em 2023, a insegurança alimentar severa no Brasil caiu 85%, passando de 17,2 milhões para 2,5 milhões de pessoas, e o Indicador de Prevalência da Subnutrição (PoU) recuou de 4,2% para 2,8%. Atualmente, o Brasil ocupa a 94ª posição entre 111 países analisados pela FAO. Segundo o ministro Wellington Dias, há expectativa de que o país possa sair do Mapa da Fome até 2026.

## Estatísticas

### Plano Safra
O Plano Safra é um programa criado em 2003 pelo Governo Lula para fornecer linhas de crédito especiais para financiar atividades agrícolas no Brasil. O programa tem vigência anual, começando em julho, e é dividido entre agricultura empresarial e agricultura familiar.
| Período   | Recursos p/ agricultura empresarial (R$ bilhões) | Taxas de juros (% ao ano) | Taxas de juros (% ao ano) |
| Período   | Recursos p/ agricultura empresarial (R$ bilhões) | Mínima                    | Máxima                    |
| --------- | ------------------------------------------------ | ------------------------- | ------------------------- |
| 2025-2026 | 516,2                                            |                           |                           |
| 2024-2025 | 400,6                                            |                           |                           |

### Faturamento

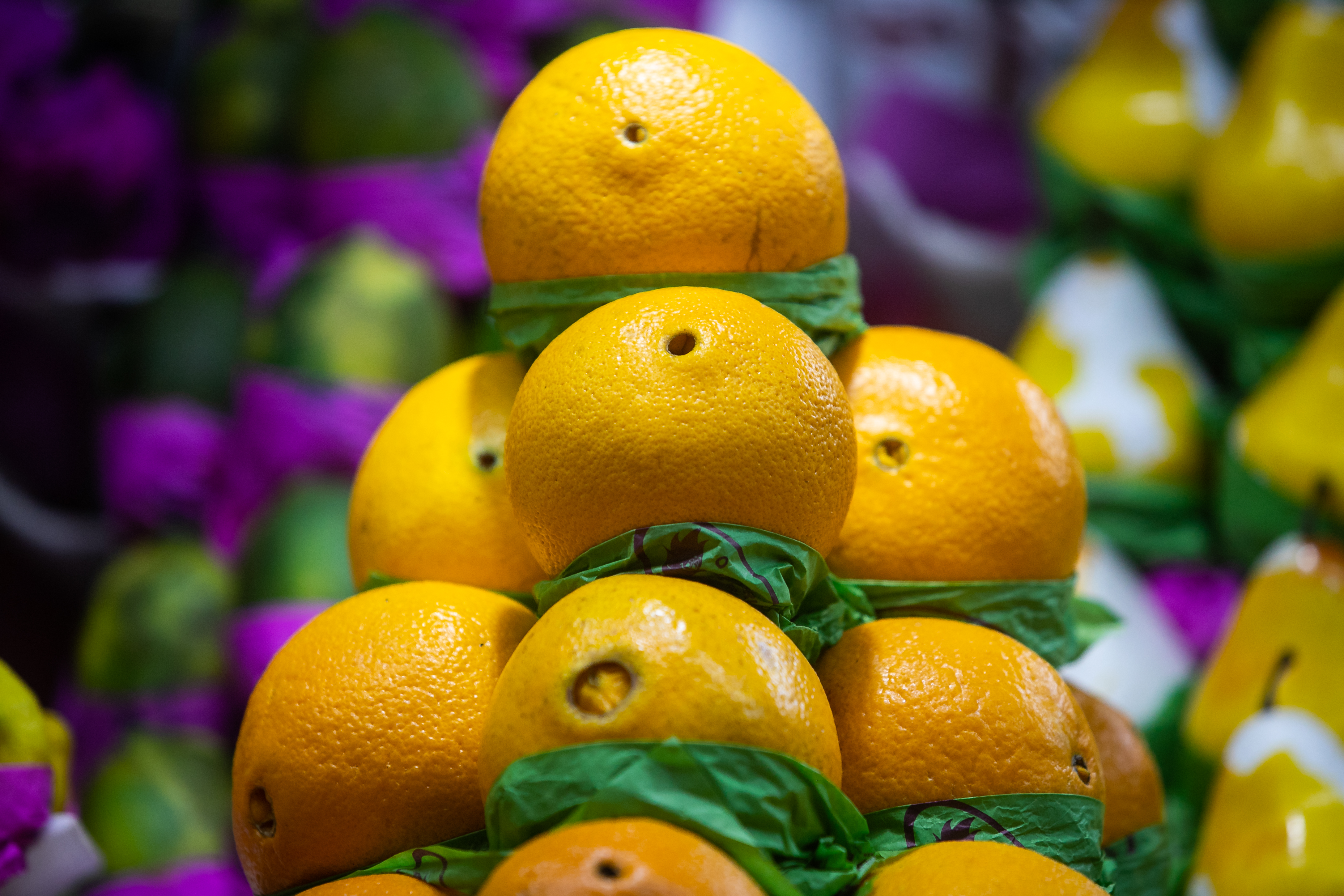
O Brasil é o maior produtor e exportador de suco de laranja do mundo

Em 2019, "43% das exportações brasileiras, em 2019, foram de produtos do agronegócio", relata a CNA, que ainda adiciona que o país é "o maior exportador de açúcar, café, suco de laranja, soja em grãos e carnes bovina e de frango; o terceiro maior de milho, e o quarto de carne suína. É também o maior produtor mundial de café e suco de laranja; o segundo na produção de açúcar, soja em grãos e de carnes bovina e de frango; e o terceiro na produção mundial de milho".
Segundo a CNA, o país é o quarto maior exportador mundial de produtos agropecuários, atrás apenas da União Europeia, EUA e China.

### Produtos mais exportados

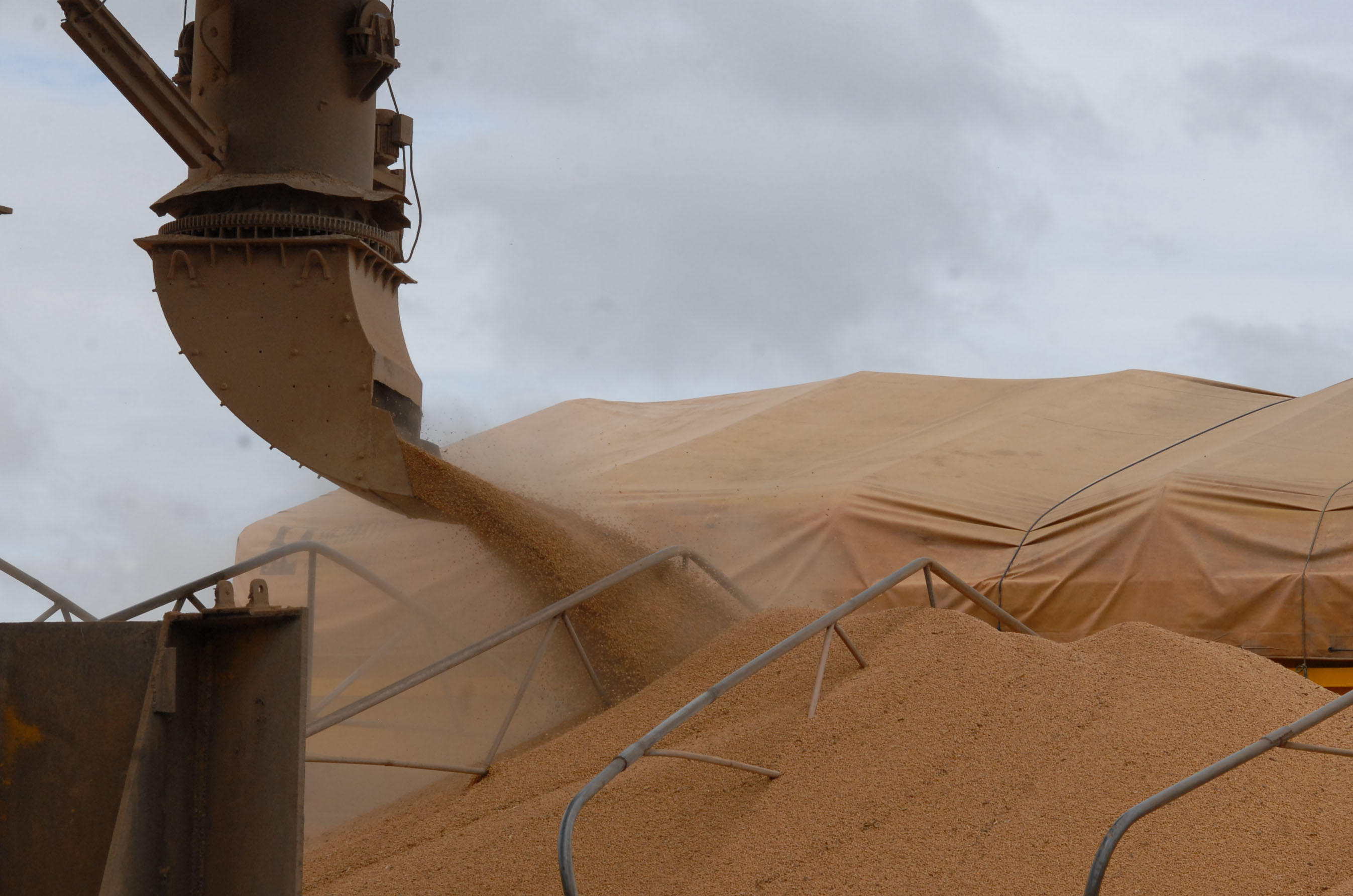
Colheita e armazenamento da soja, o carro-chefe da exportações do agro brasileiro

De acordo com a CNA, "a soja (grãos) é o carro-chefe da produção agropecuária brasileira, responsável por aproximadamente R$1,00 de cada R$4,00 da produção do setor no Brasil".
O faturamento dos 5 produtos mais vendidos pelo Brasil em 2020, segundo a Confederação, foi:
| 2020           | 2020             |
| -------------- | ---------------- |
| Produto        | Faturamento (R$) |
| Soja           | 175,6 bilhões    |
| Carne bovina   | 139,7            |
| Milho          | 90,7             |
| Leite          | 50,8             |
| Cana de açúcar | 47,4             |

### Maiores importadores
Em 2019, os cinco maiores importadores de produtos do agronegócio brasileiro foram: 
| 2019           | 2019                       |
| -------------- | -------------------------- |
| País           | Valor das importações (R$) |
| China          | 31 bilhões                 |
| Estados Unidos | 7,1 bilhões                |
| Países Baixos  |                            |
| Japão          | 3,3 bi                     |
| Irã            |                            |

### PIB

#### 2019
Representeou 21,4% do PIB brasileiro (20,5 segundo o Cepea), sendo que a  a soma de bens e serviços gerados chegou a R$ 1,55 trilhão, das quais a agricultura gerou 68% desse valor (R$ 1,06 trilhão) e a pecuária, 32% (R$ 494,8 bilhões).

#### 2020
O PIB do agronegócio brasileiro alcançou participação de 26,6% no PIB brasileiro, relata o Cepea, ainda adicionando que "o PIB do agronegócio brasileiro subiu com força ao longo de 2020 e acumulou avanço recorde de 24,31% no ano".

#### 2021 a 2024
Entre 2021 e 2024, o agronegócio brasileiro permaneceu como um dos principais pilares da economia, representando 26,6% do PIB nacional em 2021, mas enfrentando variações nos anos seguintes. Em 2022, a participação caiu para 24,8%, devido ao aumento dos custos de insumos agrícolas. Em 2023, o setor manteve estabilidade relativa, apesar de pressões econômicas. Já em 2024, até o segundo trimestre, o PIB do agro acumulava queda de 3,5%, refletindo desafios como custos elevados e condições de mercado adversas.

### Mercado de trabalho
O agronegócio brasileiro desempenha um papel crucial na economia do país, empregando, no primeiro trimestre de 2024, um número recorde de 28,6 milhões de pessoas, o que equivale a 26,85% do total de ocupações no Brasil. Esse aumento foi impulsionado principalmente pelo crescimento no segmento de agrosserviços, que registrou alta de 9,9%, e pela maior formalização do emprego, com um número significativo de profissionais contratados com carteira assinada. Esses dados destacam a relevância do setor para a força de trabalho nacional, refletindo sua capacidade de absorver diferentes níveis de qualificação e promover maior inclusão no mercado de trabalho.

## Maiores empresas do agronegócio brasileiro
O agronegócio brasileiro é um dos setores mais relevantes da economia nacional, destacando-se tanto pela produção em larga escala quanto pelo faturamento de suas principais empresas. Abaixo estão listadas as maiores empresas do setor, classificadas por diferentes critérios, como receita e área cultivada:

### Maiores em receita
As maiores empresas do agronegócio brasileiro em termos de receita, segundo dados da revista Forbes, são:
1. JBS: A maior empresa do setor, com receita de R$ 204,5 bilhões, é um dos principais produtores mundiais de proteína animal.[16]
2. Raízen: Receita de R$ 120 bilhões, com foco em produção de etanol, bioenergia e distribuição de combustíveis.[16]
3. Cosan: Receita de R$ 73 bilhões, atuando na produção de energia renovável, logística e outros serviços relacionados ao agronegócio.[16]
4. Ambev: Receita de R$ 52 bilhões, destacando-se como um grande consumidor de matérias-primas agrícolas, como cevada e lúpulo, para produção de bebidas.[16]
5. Marfrig: Receita de R$ 48 bilhões, focada na produção e exportação de carnes bovinas.[16]

### Maiores em área cultivada
Empresas brasileiras que lideram em termos de área cultivada e produção agrícola:
1. Amaggi: Líder na produção de grãos e fibras, com 380 mil hectares de área plantada. A empresa atua também na exportação de soja, milho e algodão, além de investimentos em energia renovável.[17]
2. SLC Agrícola: Uma das maiores produtoras de commodities agrícolas, com 670 mil hectares em 22 unidades. Especializa-se em soja, milho, algodão e pecuária, sendo pioneira na integração lavoura-pecuária e a primeira do setor listada na Bolsa de Valores.[17][16]
3. Bom Futuro: Opera em 600 mil hectares, com destaque na produção de grãos (1,9 milhão de toneladas) e algodão, sendo importante fornecedora para a indústria têxtil.[17][16]
4. Scheffer: Com mais de 215 mil hectares de área cultivada, é reconhecida pela produção sustentável de algodão, soja e milho, e pela meta de tornar-se totalmente regenerativa até 2030.[17][16]
5. Grupo Bom Jesus: Atua em 374 mil hectares, com foco na produção de soja no estado do Mato Grosso, consolidando sua relevância no mercado agrícola.[17][16]

## Impactos sociais e ambientais

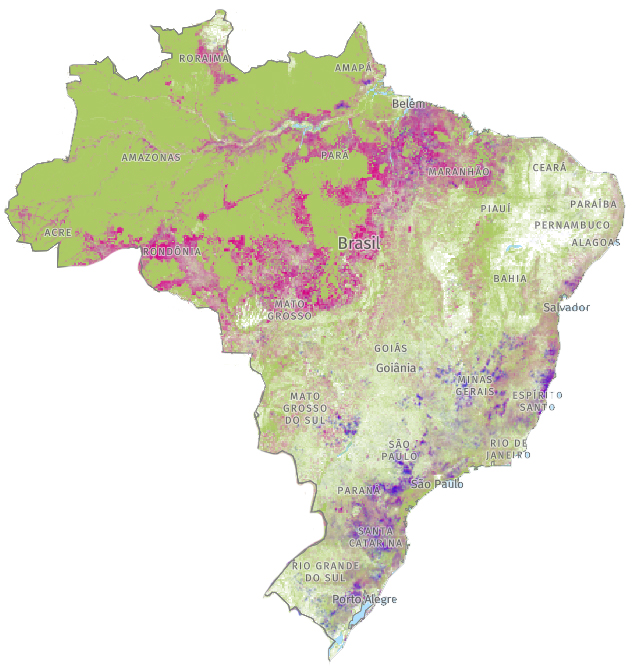
Perda de cobertura florestal no período de 2001 a 2018, com dados do Global Forest Watch / Resource Watch. As áreas mais vermelhas são as mais desmatadas.

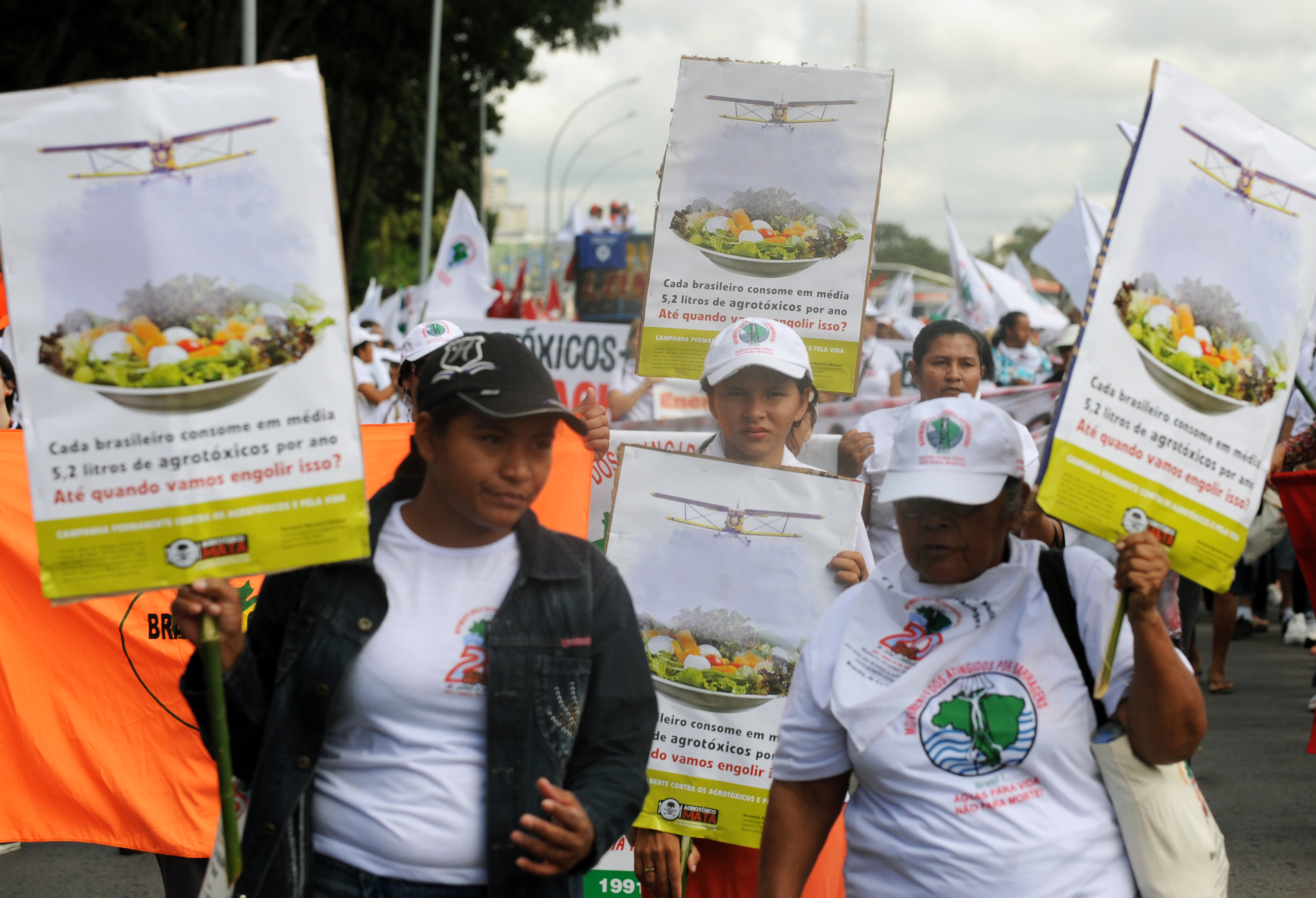
Campanha contra os Agrotóxicos e pela Vida, 2011

O agronegócio é a principal origem do desmatamento verificado recentemente. Cerca de 85% do desmatamento registrado no país nas últimas décadas ocorreu para abrir espaço para pastagens. Dados do MapBiomas indicam que em 1985 14 milhões de hectares já haviam sido desmatados devido à pecuária, e em 2017 a área perdida havia passado para 53 milhões de hectares.
Entre as consequências do desmatamento estão redução das chuvas (afetando o próprio agronegócio) e da oferta de serviços ambientais, perda de biodiversidade e aumento da emissão de gases do efeito estufa causadores do aquecimento global. Pecuária e agricultura também emitem grande quantidade de gases diretamente. Segundo dados do Sistema de Estimativas de Emissões e Remoções de Gases de Efeito Estufa, mais de 70% das emissões brasileiras provêm da agropecuária e do desmatamento. A agropecuária sozinha, mesmo excluindo o desmatamento, ainda emite mais do que toda a indústria e transporte somados. O Brasil em 2021 era o quarto maior emissor mundial de gases estufa.
O setor também provoca importante degradação, compactação, erosão e impermeabilização dos solos; poluição das águas e solo pelo uso indiscriminado de agrotóxicos nas plantações e liberação de efluentes tóxicos nos rios, com repercussões negativas sobre a saúde das pessoas e a biodiversidade. Desde 2008 o Brasil é o maior consumidor de agrotóxicos no mundo.
O agro tem desencadeado ainda disputas fundiárias, invasões de terras indígenas e áreas protegidas, violações de direitos humanos, conflitos violentos no campo, concentração de renda, êxodo rural e desigualdade. Esses custos sociais e ambientais usualmente são externalizados e desconsiderados nas projeções econômicas. Ao mesmo tempo, representantes do governo, políticos e ruralistas promovem um forte discurso pseudocientífico e negacionista para minimizar ou dissimular os impactos negativos do agronegócio. A bancada ruralista tem grande representação no Congresso e sistematicamente vota para enfraquecer a legislação ambiental, indigenista, fundiária e trabalhista. Nas palavras de Márcio Santilli, fundador do Instituto Socioambiental, 
"A agenda predatória da bancada ruralista é abusiva, vai além de assuntos ligados ao agro e inclui o armamentismo e o ataque aos direitos socioambientais em geral. Os seus projetos de lei mais recentes envolvem a grilagem de terras públicas, a legalização das invasões em terras indígenas, a destruição de florestas urbanas, a desregulamentação do uso e venda de agrotóxicos e o enfraquecimento do licenciamento ambiental".
Enquanto que o Brasil se tornava um dos maiores produtores mundiais de grãos, carne, e alimentos em geral, nos anos recentes políticas públicas de proteção ao ambiente e segurança alimentar têm sido desmanteladas, e os índices internos de fome bateram recordes. Em 2021 mais de metade da população brasileira experimentava algum grau de insegurança alimentar, e mais de 19 milhões de pessoas passava fome.

### Crescimento de Produtividade no Setor Agropecuário Brasileiro Sem Expansão de Área
O Brasil tem demonstrado um crescimento significativo em produtividade no setor agropecuário sem a necessidade de expandir significativamente a área plantada. Entre 2022 e 2023, o Valor Bruto da Produção Agropecuária (VBP) aumentou 1,9%, sendo impulsionado principalmente pelo recorde na safra de grãos e um aumento de 11,8% na produtividade, com um crescimento de apenas 5% na área plantada. Esse modelo reflete o uso mais eficiente das áreas já cultivadas e o avanço das técnicas agrícolas no país.
A produção de soja, milho, cana-de-açúcar e outros produtos agrícolas continua a crescer de maneira sustentável, com inovações tecnológicas que permitem aumentar a produção sem uma expansão significativa de terras. O Brasil adota práticas agrícolas mais eficientes e sustentáveis, como o uso de biotecnologia, melhoramento genético de sementes, sistemas agroflorestais e técnicas de plantio direto, que contribuem para o aumento da produtividade sem a necessidade de desmatamento.
Esses métodos de "crescimento sem expansão" estão se tornando cada vez mais viáveis, garantindo que o Brasil se mantenha como um dos maiores produtores e exportadores de alimentos do mundo, consolidando sua posição como uma potência agropecuária de forma sustentável

### A importância da silvicultura e recuperação de áreas degradadas
O crescimento da silvicultura, com destaque para o eucalipto, tem sido uma peça-chave na estratégia de sustentabilidade do setor agrícola. A silvicultura não só contribui para o combate ao desmatamento e o sequestro de carbono, mas também está diretamente ligada à recuperação de áreas degradadas, promovendo a restauração da biodiversidade e a melhoria da qualidade do solo. Com a crescente demanda por madeira e biomassa, o plantio de eucalipto, por exemplo, se mostra como uma solução eficiente para minimizar a pressão sobre as florestas nativas e contribuir para a produção de bioenergia, como o etanol, utilizado tanto para abastecer veículos como para a geração de energia elétrica.

### Biotecnologia e melhoramento genético no agro
A aplicação de biotecnologia e melhoramentos genéticos tem impulsionado a eficiência e a sustentabilidade no agronegócio. O uso de sementes geneticamente modificadas e técnicas avançadas de melhoramento têm contribuído para uma maior resistência a pragas e doenças, redução do uso de defensivos e um aumento na produtividade por hectare. Tais inovações também são fundamentais para a adaptação das culturas às mudanças climáticas, permitindo que o setor agrícola se mantenha competitivo e sustentável a longo prazo. Essas tecnologias são particularmente acessíveis a pequenos produtores, viabilizadas pela escala e pela liderança das grandes empresas do agronegócio, que possibilitam a disseminação desses avanços para toda a cadeia produtiva. 

### O papel das instituições de pesquisa e ensino
A Embrapa (Empresa Brasileira de Pesquisa Agropecuária) tem desempenhado um papel fundamental no avanço da ciência e tecnologia no agro, promovendo pesquisas que têm resultado em novas variedades de plantas, práticas agrícolas mais sustentáveis e tecnologias que aumentam a eficiência do setor. Além disso, o SENAR (Serviço Nacional de Aprendizagem Rural) e as universidades brasileiras têm sido fundamentais para a capacitação de profissionais e a disseminação de conhecimentos que contribuem para a sustentabilidade do agronegócio brasileiro. A parceria entre essas instituições e o setor privado também tem gerado inovações, como a criação de novas fibras e materiais sustentáveis a partir de matérias-primas agrícolas, substituindo derivados do petróleo e promovendo uma economia circular mais verde.

### Impactos econômicos e sociais positivos
O agronegócio brasileiro tem desempenhado um papel crucial no crescimento econômico do país, especialmente nas regiões Centro-Oeste e na Amazônia, que são vitais para a produção agrícola e pecuária. O estado do Mato Grosso, na região centro-oeste tem se destacado na exportação, representando mais de 40% do saldo positivo da balança comercial Brasileira em 2023.  A atividade gera milhões de empregos diretos e indiretos e é responsável por uma significativa parte das exportações brasileiras. O Brasil, como um dos maiores produtores e exportadores de alimentos do mundo, exerce uma função estratégica no abastecimento global, promovendo a segurança alimentar em diversos países. Além disso, o agronegócio brasileiro tem se tornado um importante motor de inovação, com o surgimento de um "Vale do Silício do agro", um hub de startups e empresas que prestam serviços tecnológicos e inovadores ao setor, gerando emprego, renda e tecnologia.  
O setor também tem contribuído para o desenvolvimento da economia verde, incentivando práticas agrícolas mais sustentáveis e responsáveis, que conciliam produção e preservação ambiental. A busca por maior sustentabilidade tem se refletido na adoção de técnicas de agricultura de baixo carbono, no incentivo à recuperação de áreas degradadas e na integração de sistemas produtivos com a preservação de ecossistemas naturais. O desenvolvimento de biocombustíveis, como etanol e biodiesel, contribui para a redução das emissões de gases do efeito estufa, alinhando a produção agrícola à transição energética global.
Por meio dessas iniciativas, o agronegócio brasileiro não apenas contribui para a economia, mas também se posiciona como um exemplo de como é possível alinhar crescimento econômico, proteção ambiental e bem-estar social. As políticas públicas de incentivo à inovação tecnológica e à sustentabilidade têm sido fundamentais para esse desenvolvimento, garantindo que o Brasil continue sendo uma potência agrícola e um líder global no fornecimento de alimentos de maneira responsável e sustentável.

## Expansão em países vizinhos

### Paraguai
O agronegócio brasileiro possui uma presença ampla, influente e controversa no Paraguai, especialmente nos territórios que fazem fronteira com os estados do Mato Grosso do Sul e Paraná. Os latinfundiários brasileiros alteraram profundamente o panorama da agricultura e da distribuição de terras no país. Nos departamentos de Canindeyú e Alto Paraná, brasileiros são donos de 60,1% e 55,2% das terras, respectivamente. No país como um todo, a proporção de terras sob propriedade de brasileiro é de 14,2%. Foram responsáveis pela introdução da soja na década de 1970, e da soja geneticamente modificada na década de 1990, da qual controlam, segundo estimativas, 80% da produção. Além de outras commodities típicas do agronegócio brasileiro, como o milho, o trigo e os produtos da pecuária. Essa população brasileira no Paraguai divide-se geralmente em dois grupos - os brasiguaios, que habitam o país e são, na maior parte, donos de pequenas propriedades; e os empresários brasileiros, que vivem no Brasil e acumulam terras no país vizinho como extensão do agronegócio no centro-oeste e sul.
Historicamente, essa influência remonta ao período de incentivo à instalação de latifundiários brasileiros durante a aproximação entre as ditaduras militares do Brasil e do Paraguai, quando foram iniciadas várias empreitadas extrativistas e de colonização agrária, fonte de diversos conflitos por terra com os camponeses e indígenas da região.